# Xiomara Rivero
Pour les articles homonymes, voir Rivero.
Xiomara Rivero Azcuy (née le 24 décembre 1968 à Guane) est une athlète cubaine, spécialiste du lancer du javelot. 

## Biographie

### Palmarès
| Date | Compétition                              | Lieu          | Résultat | Performance |
| ---- | ---------------------------------------- | ------------- | -------- | ----------- |
| 1986 | Championnats du monde juniors            | Athènes       | 1re      | 62,86 m     |
| 1993 | Jeux d'Amérique centrale et des Caraïbes | Ponce         | 2e       | 57,02 m     |
| 1995 | Jeux panaméricains                       | Mar del Plata | 1re      | 63,92 m     |
| 1996 | Jeux olympiques                          | Atlanta       | 5e       | 64,48 m     |
| 1999 | Jeux panaméricains                       | Winnipeg      | 2e       | 62,46 m     |
| 2000 | Jeux olympiques                          | Sydney        | 6e       | 62,92 m     |
| 2001 | Championnats du monde                    | Edmonton      | 7e       | 61,60 m     |

### Records
| Épreuve           | Performance | Lieu             | Date         |
| ----------------- | ----------- | ---------------- | ------------ |
| Lancer du javelot | 65,29 m     | Santiago de Cuba | 17 mars 2001 |